# بين كاروثرز
بين كاروثرز (بالإنجليزية: Ben Carruthers)‏ هو ممثل أمريكي، ولد في 14 أغسطس 1936 في إلينوي في الولايات المتحدة، وتوفي في 27 سبتمبر 1983 في لوس أنجلوس في الولايات المتحدة.

## وصلات خارجية
- بين كاروثرز على موقع IMDb (الإنجليزية)
- بين كاروثرز على موقع روتن توميتوز (الإنجليزية)
- بين كاروثرز على موقع ألو سيني (الفرنسية)
- بين كاروثرز على موقع أول موفي (الإنجليزية)
- بين كاروثرز على موقع قاعدة بيانات الأفلام السويدية (السويدية)
- بين كاروثرز على موقع ديسكوغز (الإنجليزية)
- بين كاروثرز على موقع قاعدة بيانات الفيلم (الإنجليزية)
- بين كاروثرز على موقع كينوبويسك (الروسية)